# Pristimantis achatinus
Pristimantis achatinus (Boulenger, 1898) è una rana della famiglia Strabomantidae, diffusa in America centrale.